# Auguste Maquet
Auguste Maquet ([o'gyst ma'kɛ], 13. září 1813 – 8. ledna 1888) byl francouzský prozaik a dramatik období romantismu, nejvýznamnější spolupracovník Alexandra Dumase staršího.

## Životopis
Auguste Maquet byl původním povoláním profesor historie, ale měl i literární ambice. Pokoušel se psát vlastní divadelní hry a právě jednu z nich roku 1839 Alexandre Dumas přepsal a uvedl pod názvem Bathilde. Úspěch hry oba podnítil ke společnému napsání historického románu Rytíř Harmental (Chevalier d'Harmental). To byl počátek jejich velice plodné spolupráce, která trvala až do roku 1857, kdy se rozešli ve zlém (Maquetovo jméno se neobjevilo na žádném románu, který s Dumasem společně vytvořili).
Spolupráce Dumas–Maquet probíhala tak, že Maquet vyhledával materiál a vypracovával první nástin děje. Na Dumasovi pak bylo literární zpracování, při kterém mu však mnohdy pomáhali i další spolupracovníci. Tato Továrna na romány, jak zněl titul jednoho pamfletu Dumasových odpůrců z roku 1854, měla za následek obrovskou společnou literární plodnost.
Na rozdíl od Dumase dovedl Maquet s vydělanými penězi dobře hospodařit a zemřel jako bohatý muž.

## Dílo

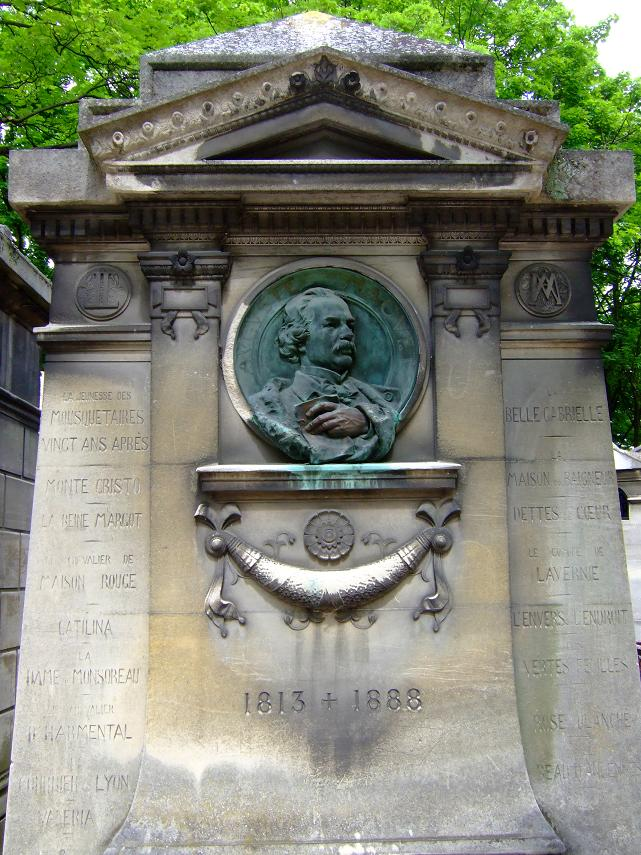
Hrob v Paříži (Cimetière du Père-Lachaise)

### Společné dílo s Alexandre Dumasem
Maquet je nesporným spoluautorem nejvýznamnějších Dumasových románů:
- Le chevalier d'Harmental 1842, Rytíř Harmental),
- Les trois mousquetaires (1844, Tři mušketýři),
- Une fille du régent (1844, Vladařova dcera),
- Le comte de Monte-Cristo (1844–1845, Hrabě Monte Cristo),
- La reine Margot (1845, Královna Margot),
- Vingt ans après (1845, Tři mušketýři po dvaceti letech),
- La dame de Monsoreau (1846, Paní z Monsoreau),
- Le chevalier de Maison-Rouge (1846, Rytíř de Maison-Rouge),
- Le bâtard de Mauléon (1846–1847, Levoboček z Mauléonu),
- Joseph Balsamo (1846–1849, Josef Balsamo),
- Les Quarante-Cinq (1847–1848, Čtyřicet pět gardistů), česky jako Králův šašek,
- Le vicomte de Bragelonne, ou Dix ans plus tard, (1847–1850, Tři mušketýři ještě po deseti letech aneb Vikomt de Bragelonne),
- Le collier de la reine (1849–1850, Královnin náhrdelník),
- Ange Pitou (1850–1851), česky též jako Dobytí Bastily,
- Olympe de Clèves (1851–1852, Olympie de Clèves).

### Vlastní dílo
Auguste Maquet je také autorem několika vlastních historických románů a divadelních her, například:
- La belle Gabrielle (1854, Krásná Gabriela), román,
- L'envers et l'endroit (1858, Rub a líc), román,
- Le Comte de Lavernie (1860, Hrabě de Lavernie), román,
- La Rose blanche (1863, Bílá růže), román,
- La maison du baigneur (1864, Lazebníkův dům), román i divadelní hra,
- Le Hussard de Bercheny (1866, Husar z Bercheny), divadelní hra.

## Česká vydání
- Bílá růže, Adolf František Čtvrtečka, Písek 1863, přeložil Adolf František Čtvrtečka,
- Rub a líc I., František Topič, Praha 1926, přeložil Josef Koupil,
- Rub a líc II., František Topič, Praha 1927, přeložil Josef Koupil,
- Krásná Gabriela, František Topič, Praha 1927, přeložila Emma Horká, tři díly,
- Krásná Gabriela, Josef R. Vilímek, Praha 1926, přeložila Růžena Peyrová, tři díly, znovu 1932.
- Lazebníkův dvůr, Josef R. Vilímek, Praha 1929, přeložila Růžena Peyrová, dva díly, znovu 1932.

## Fotogalerie

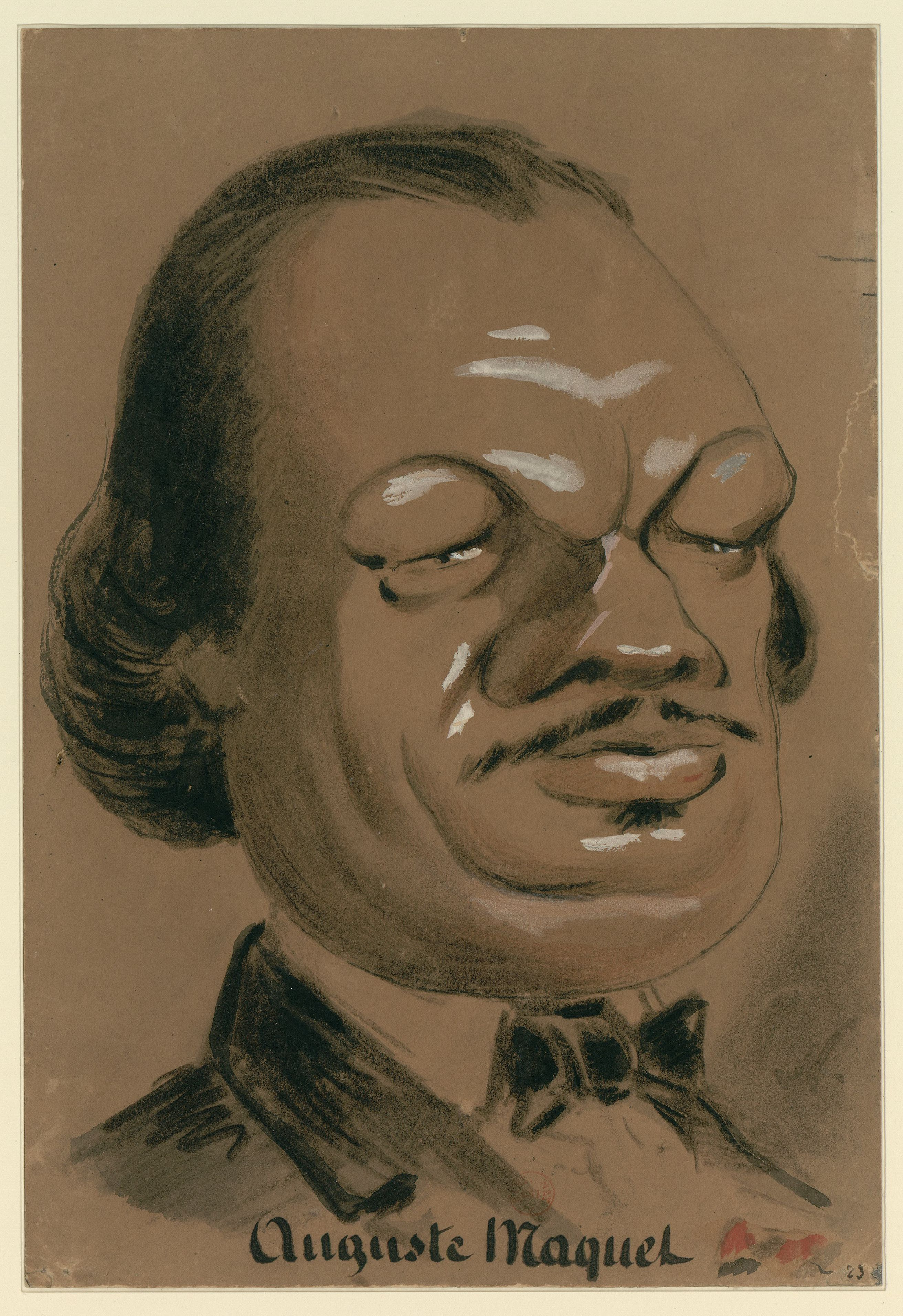
Karikatura od Nadara
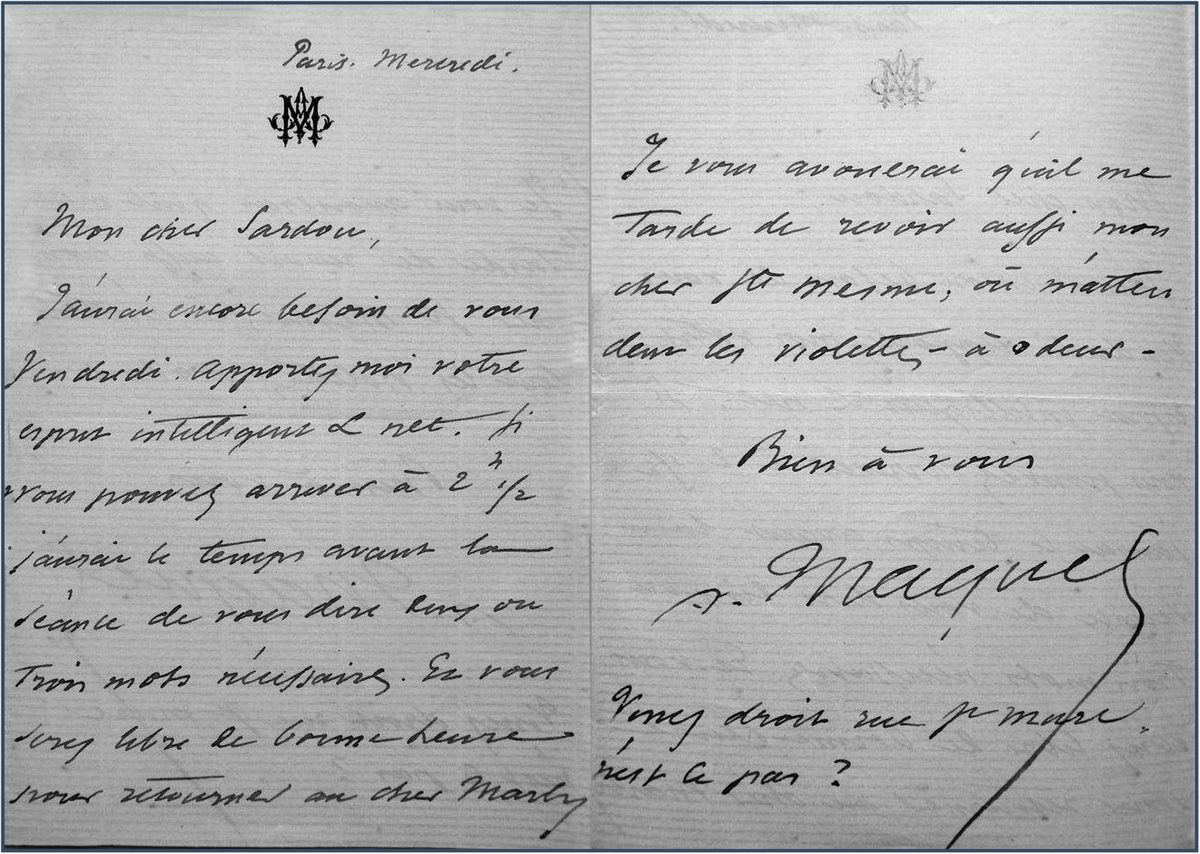
Jeho rukopis (s podpisem)
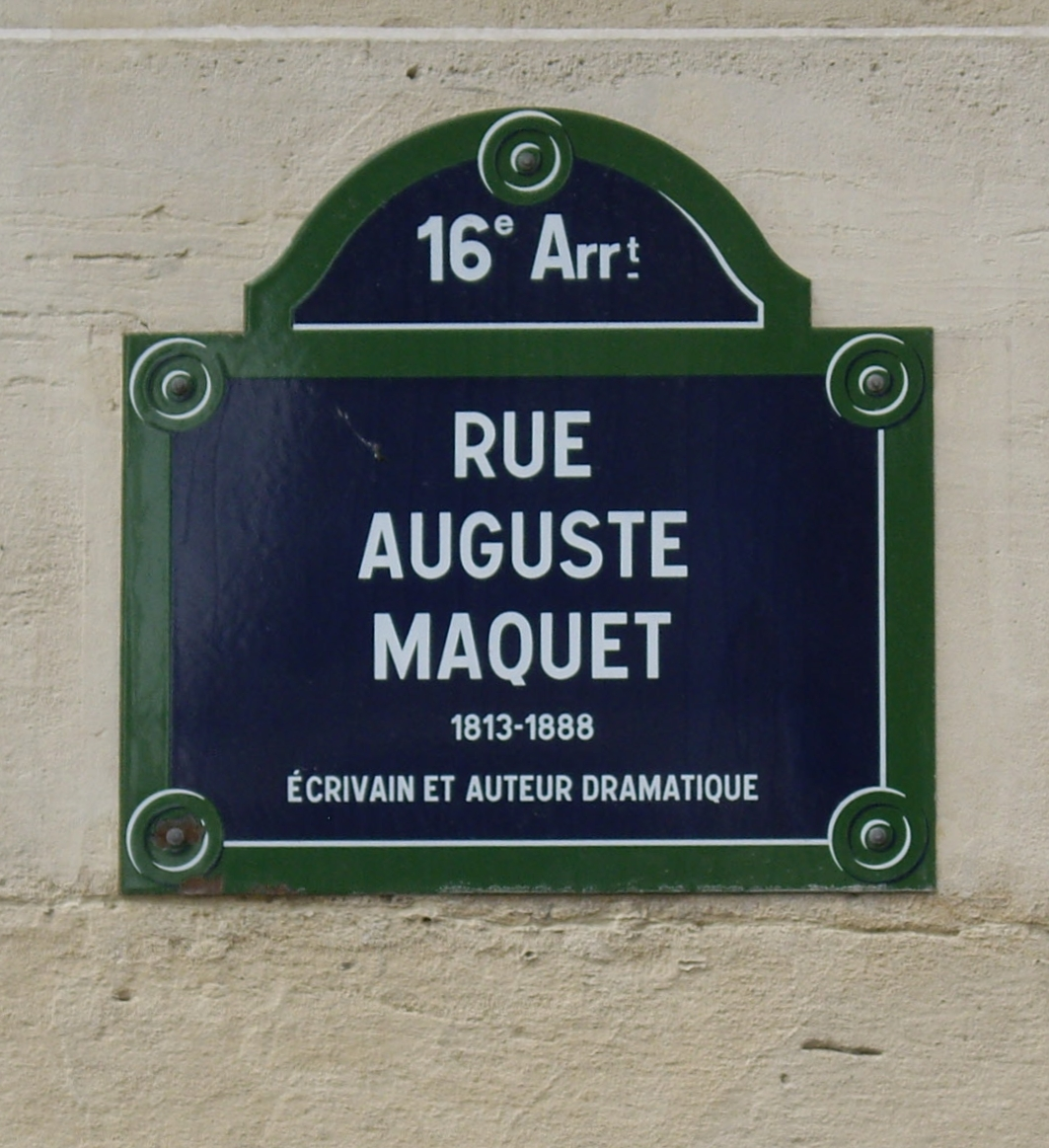
Pařížská ulice 'Rue Auguste-Maquet' (Paris 16e)
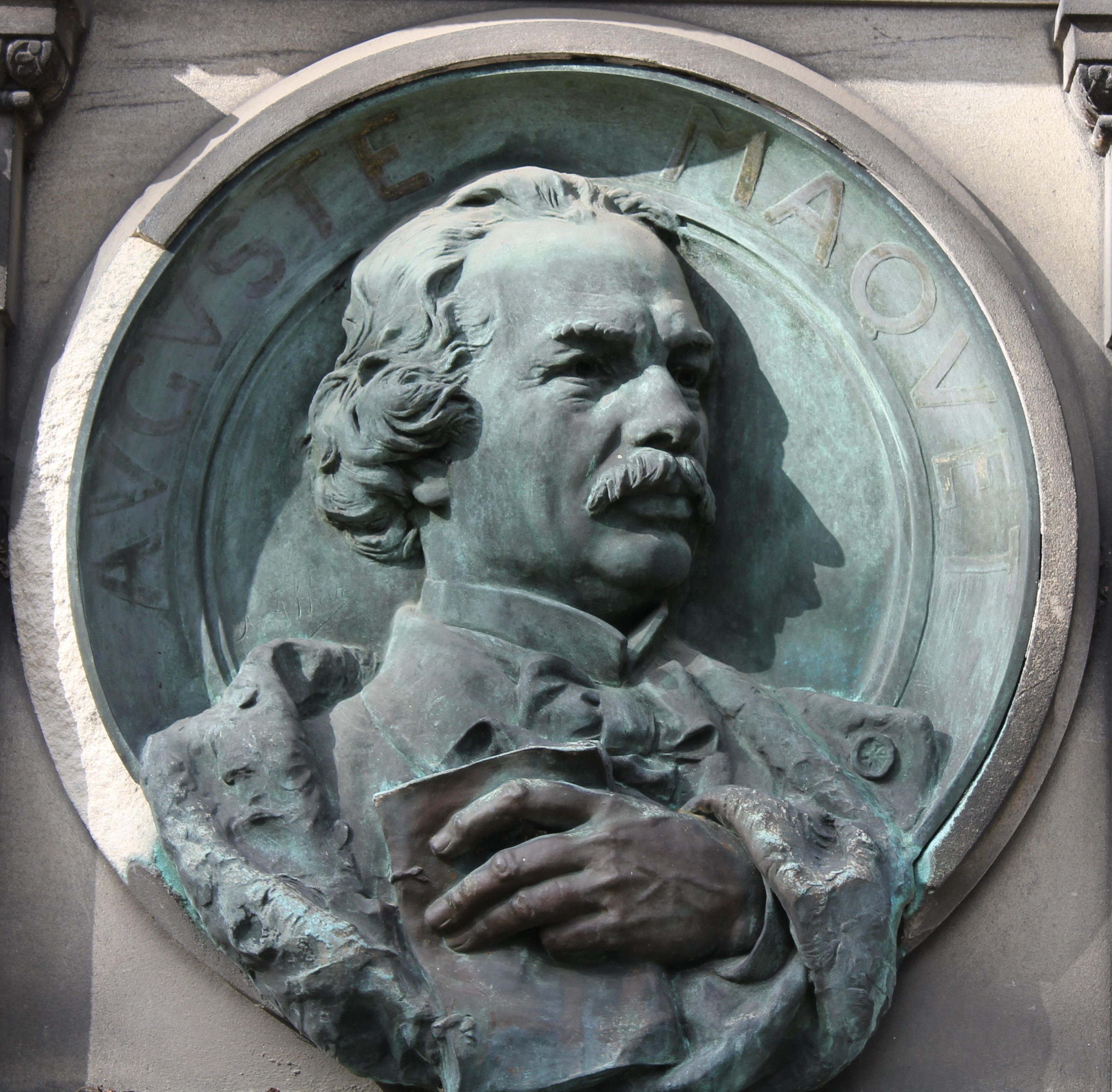
Detail náhrobku